# Macrosiphoniella asteris
Macrosiphoniella asteris är en insektsart som först beskrevs av Walker 1849.  Macrosiphoniella asteris ingår i släktet Macrosiphoniella och familjen långrörsbladlöss. Enligt den finländska rödlistan är arten akut hotad i Finland. Arten är reproducerande i Sverige. Artens livsmiljö är strandängar vid Östersjön. Inga underarter finns listade i Catalogue of Life.